# Isola (álbum)
Isola (del sueco: Isla) es el tercer álbum de estudio de la banda sueca Kent. Fue publicado el 12 de noviembre de 1997 a través de BMG. Una edición en inglés fue publicada en 1998, la cual incluye una nueva canción, «Velvet».
El nombre del álbum proviene de uno de los libros de Ed McBains sobre el distrito 87 º: La policía y Nueva York, e Isola es mencionado en la canción "Oprofessionell" / "profesional". El álbum se dice que ha sido en gran parte influenciada por Radiohead a pesar de la diferencia en su sonido. La canción final del álbum, 747, se ha convertido en una de las favoritas de los fanes y suele ser una de las canciones que Kent utiliza para cerrar sus conciertos.

## Lista de canciones
Todas las letras escritas por Joakim Berg. Para la versión en inglés, fueron coescritas por Chris Gordon.
| Versión sueca |                          |          |  |
| N.º           | Título                   | Duración |  |
| 1.            | «Livräddaren»            | 4:36     |  |
| 2.            | «Om du var här»          | 4:00     |  |
| 3.            | «Saker man ser»          | 3:53     |  |
| 4.            | «Oprofessionell»         | 4:45     |  |
| 5.            | «OWC»                    | 3:08     |  |
| 6.            | «Celsius»                | 4:15     |  |
| 7.            | «Bianca»                 | 4:55     |  |
| 8.            | «Innan allting tar slut» | 3:40     |  |
| 9.            | «Elvis»                  | 4:33     |  |
| 10.           | «Glider»                 | 4:04     |  |
| 11.           | «747»                    | 7:47     |  |
| 49:46         |                          |          |  |

| Versión en inglés |                            |          |  |
| N.º               | Título                     | Duración |  |
| 1.                | «Lifesavers»               | 4:36     |  |
| 2.                | «If You Were Here»         | 4:01     |  |
| 3.                | «Things She Said»          | 3:55     |  |
| 4.                | «Unprofessional»           | 4:45     |  |
| 5.                | «OWC»                      | 3:10     |  |
| 6.                | «Celsius»                  | 4:16     |  |
| 7.                | «Bianca»                   | 4:56     |  |
| 8.                | «Before It All Ends»       | 3:40     |  |
| 9.                | «Elvis»                    | 4:33     |  |
| 10.               | «Velvet»                   | 4:06     |  |
| 11.               | «Glider»                   | 4:05     |  |
| 12.               | «747 (We Ran Out of Time)» | 7:48     |  |
| 53:48             |                            |          |  |

## Personal
Kent
- Joakim Berg – voz principal, guitarra.
- Martin Sköld – bajo, teclados.
- Sami Sirviö – guitarra líder, teclados, bajo de seis cuerdas.
- Harri Mänty – guitarra rítmica, caja de ritmos, percusión.
- Markus Mustonen – batería, piano, voces de apoyo.

Músicos invitados
- Klara Hellgren – Primer violín.
- David Björkman – Segundo violín.
- Ulrika Gardelin – Viola.
- Henrik Söderquist – Cello.
- Joakim Midler – arreglo de cuerdas, conducción.

## Posicionamiento en listas
| Listas (1997-98)                    | Mejor posición |
| ----------------------------------- | -------------- |
| Finlandia (Suomen virallinen lista) | 12             |
| Noruega (VG-lista)                  | 35             |
| Suecia (Sverigetopplistan)          | 1              |

| Listas (1998)               | Mejor posición |
| --------------------------- | -------------- |
| Países Bajos (Dutch Charts) | 93             |
| Suecia (Sverigetopplistan)  | 20             |

## Certificaciones
| País (Certificador)           | Certificación | Ventas certificadas |
| ----------------------------- | ------------- | ------------------- |
| Finlandia (Musiikkituottajat) | Oro           | 22 776              |
| Noruega (IFPI Norsk)          | Oro           | 15 000*             |